# Atzenbrugg
Atzenbrugg est une commune autrichienne du district de Tulln en Basse-Autriche.